# علامة كاستل

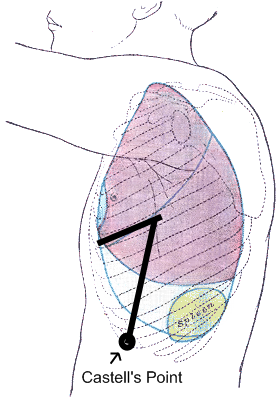
نقطة كاستل.

علامة كاستل (بالإنجليزية: Castell's sign)‏ هي علامة طبية تستخدم لتقييم تضخم الطحال. تشكل عادةً جزءًا من فحص البطن، وتعتبر مناورة بديلة لقرع حيز تراوبه. يرتبط تضخم الطحال بالعديد من الأمراض، ولكنه ما يزال أحد أكثر موجودات فحص البطن مراوغةً. يتضخم الطحال في أمراض عديدة، ككثرة الوحيدات العدوائية والثلاسيميا وأمراض الكبد التشمعية مثلًا، ونتيجةً لذلك، بحث الدارسون لأجيال عديدة عن علامة موثوقة موجهة لهذه الحالة. تتوفر في يومنا هذا العديد من العلامات التي قد تشير لتضخم الطحال، وفوائدها نوقشت في الأدبيات الطبية. وبشكل عام، يمكن الاعتماد على علامة كاستل للتأكد من حجم الطحال أثناء الفحص السريري، إلى جانب بعض المعلومات السريرية الإضافية الأخرى التي تزيد القيمة التنبؤية الإيجابية للاختبار. عند استخدامها في نموذج تقييم اتخاذ القرار، شكلت علامة كاستل جزء قيم من قرار الطبيب ما إذا سيطلب استقصاءات تصويرية أم لا.

## الآلية
يتطلب الفحص اتخاذ المريض وضعية الاستلقاء الظهري. يطلب من المريض أخذ شهيق عميق ثم زفير عميق، وخلالها يقرع الفاحص الأحياز الوربية الدنيا (الورب الثامن أو التاسع) على مستوى الخط الإبطي الأمامي الأيسر. تعتبر العلامة إيجابية إذا تغير الصوت من الوضاحة أثناء الزفير العميق إلى الأصمية أثناء الشهيق العميق. قد تكون المعدة المليئة بالهواء أو الثنية الطحالية للقولون مصدر الوضاحة المسموعة أثناء الزفير العميق. عند الشهيق، يتحرك الطحال للأسفل بمحاذاة جدار البطن الخلفي الوحشي. قد يصل قطب الطحال المتضخم السفلي إلى الحيز الوربي الثامن أو التاسع، ولهذا سنسمع أصمية عند قرع هذه المنطقة أثناء الشهيق.
مع ذلك، ذكر كاستل في ورقته الأصلية بعض الملاحظات المتعلقة بهذه العلامة. قد يؤدي تضخم الطحال المعمم أو احتواء المعدة أو القولون على كمية غزيرة من السائل إلى عدم سماع وضاحة عند القرع أثناء الزفير العميق. انتقدت مقالات لاحقة موثوقية المناورة؛ لأنها تتأثر بمقدار بدانة الشخص والوقت الذي يقضيه بعد الأكل.

## التفسير
في عام 1993، وجدت مراجعة منهجية تابعة لسلسلة الفحص السريري السديد، أن علامة كاستل من أكثر مناورات الفحص السريري حساسية في الكشف عن تضخم الطحال مقارنةً بالجس وعلامة نيكسون (علامة أخرى معتمدة على القرع) وقرع حيز تراوبه:
- الحساسية = 82%
- النوعية = 83%

لعدم امتلاكه الحساسية الكافية، لن يحسم الفحص السريري وحده وجود الضخامة الطحالية؛ أي بغياب الأعراض وانخفاض الشك السريري الموجه لذلك. وعلى غرار العديد من الموجودات الأخرى في الطب، يجب دمج علامة كاستل مع باقي الموجودات السريرية، لمعرفة ما إذا كان تضخم الطحال واردًا. كي يحقق الاختبار قيمة تنبؤية إيجابية تزيد عن 90%، يجب أن يكون الاحتمال السابق للاختبار 70%. توصي دراسة غروفر وآخرون بأن يتجاوز نسبة 10%؛ لكي يستطيع الفحص السريري توجيه الفاحص نحو تضخم الطحال. ومع ذلك، تعطينا نسبة الاشتباه السريري السابق للفحص البالغ قدرها 10% قيمة تنبؤية إيجابية تعادل 35% لا أكثر.
ولاستبعاد تضخم الطحال، سيعطي الاحتمال السابق للاختبار البالغ قدره 30% أو أقل قيمة تنبؤية سلبية تزيد عن 90% (حساب).
تعتبر الموجودات البدنية اللازمة لتقييم ضخامة طحال محتملة شحيحة، ولهذا تصنف علامة كاستل باعتبارها الأكثر حساسية، وتعتبر طريقة جيدة يتعلمها المرء في دروس التشخيص السريري المتقدم. أثبتت الدراسات تفوق حساسية علامة كاستل على علامات قرع الطحال الأخرى وجسه، الذي قد يكون غير مفيد لأنه يتطلب ضخامة طحالية شديدة تتجاوز الحافة الضلعية. وبالتالي، تعتبر علامة كاستل، في السياق السريري المناسب، جزء مهم من الفحص السريري للبطن.